# 17. Berlini Nemzetközi Filmfesztivál
A 17. Berlini Nemzetközi Filmfesztivál 1967. június 23. és július 4. között került megrendezésre. Az Arany Medve díjat Jerzy Skolimowski filmje, az Elindulás nyerte.

## Zsűri
Az alábbi emberek voltak a fesztivál zsűrijének tagjai:
- Thorold Dickinson, brit filmkészítő és producer - Zsűrielnök
- Rüdiger von Hirschberg, nyugat-német producer
- Knud Leif Thomsen, dán filmkészítő
- Michel Aubriant, francia újságíró és író
- Sashadhar Mukerjee, indiai producer
- Aleksandar Petrović, jugoszláv filmkészítő
- Willard Van Dyke, amerikai filmkészítő és fotós
- Manfred Delling, nyugat-német újságíró és író

## A fesztivál programja
Az alábbi filmek voltak versenyben az Arany Medve- és az Ezüst Medve-díjakért:
| Magyar cím                      | Eredeti cím                     | Rendező                                     | Ország                          |
| ------------------------------- | ------------------------------- | ------------------------------------------- | ------------------------------- |
| El ABC del amor                 | El ABC del amor                 | Rodolfo Kuhn, Eduardo Coutinho, Helvio Soto | Argentína, Brazília, Chile      |
| Het gangstermeisje              | Het gangstermeisje              | Frans Weisz                                 | Hollandia                       |
| A férfigyűjtő                   | La Collectionneuse              | Éric Rohmer                                 | Franciaország                   |
| Elindulás                       | Le Départ                       | Jerzy Skolimowski                           | Belgium                         |
| San                             | Сан                             | Mladomir Puriša Đorđević                    | Jugoszlávia                     |
| Fleá Ceoil                      | Fleá Ceoil                      | Louis Marcus                                | Írország                        |
| Här har du ditt liv             | Här har du ditt liv             | Jan Troell                                  | Svédország                      |
| Livet är stenkul                | Livet är stenkul                | Jan Halldoff                                | Svédország                      |
| Liv                             | Liv                             | Pål Løkkeberg                               | Norvégia                        |
| Sekishun                        | 惜春                            | Noboru Nakamura                             | Japán                           |
| Minden évben újra               | Alle Jahre wieder               | Ulrich Schamoni                             | Nyugat-Németország              |
| Paranoia                        | Paranoia                        | Adriaan Ditvoorst                           | Hollandia                       |
| Patkányok ébredése              | Buđenje pacova                  | Živojin Pavlović                            | Jugoszlávia                     |
| Il fischio al naso              | Il fischio al naso              | Ugo Tognazzi                                | Olaszország                     |
| La notte pazza del conigliaccio | La notte pazza del conigliaccio | Alfredo Angeli                              | Olaszország                     |
| Historien om Barbara            | Historien om Barbara            | Palle Kjærulff-Schmidt                      | Dánia                           |
| Tetoválás                       | Tätowierung                     | Johannes Schaaf                             | Nyugat-Németország              |
| Through the Eyes of a Painter   | Through the Eyes of a Painter   | M. F. Husain                                | India                           |
| Az öregember és a gyerek        | Le vieil homme et l'enfant      | Claude Berri                                | Franciaország                   |
| To prosopo tis Medousas         | Το πρόσωπο της Μέδουσας         | Nikos Koundouros                            | Görögország, Egyesült Királyság |
| The Wall                        | Le mur                          | Serge Roullet                               | Franciaország                   |
| Suttogók                        | The Whisperers                  | Bryan Forbes                                | Egyesült Királyság              |

## Győztesek
- Arany Medve: Elindulás (Jerzy Skolimowski)
- Ezüst Medve díj a legjobb rendezőnek: Živojin Pavlović (Patkányok ébredése)
- Ezüst Medve díj a legjobb színésznőnek: Edith Evans (Suttogók)
- Ezüst Medve díj a legjobb színésznek: Michel Simon (Az öregember és a gyerek)
- Zsűri Nagydíja: 
  - Michael Lentz (Minden évben újra)
  - Éric Rohmer (A férfigyűjtő)
- Jugendfilmpreis, az ifjúsági filmes díj
  - Legjobb egész estés ifjúsági film: A férfigyűjtő (Éric Rohmer)
- FIPRESCI-díj
  - Minden évben újra (Ulrich Schamoni)
- Interfilm-díj
  - Här har du ditt liv (Jan Troell)
  - Az öregember és a gyerek (Claude Berri)
    - Tiszteletbeli említés: Suttogók (Bryan Forbes)
- OCIC-díj
  - Suttogók (Bryan Forbes)
- C.I.C.A.E.-díj
  - Här har du ditt liv (Jan Troell)
- C.I.D.A.L.C.-díj
  - Här har du ditt liv (Jan Troell)
- C.I.D.A.L.C. Gandhi-díj
  - Az öregember és a gyerek (Claude Berri)
- UNICRIT-díj
  - Elindulás (Jerzy Skolimowski)

## Fordítás
- Ez a szócikk részben vagy egészben  a(z)   17th Berlin International Film Festival című angol Wikipédia-szócikk fordításán alapul.  Az eredeti cikk szerkesztőit annak laptörténete sorolja fel. Ez a jelzés csupán a megfogalmazás eredetét és a szerzői jogokat jelzi, nem szolgál a cikkben szereplő információk forrásmegjelöléseként.